# Balder
Balder (staronorsko Baldr, islandsko/fersko Baldur) je v nordijski mitologiji drugi sin Odina in Frigge. Je bog svetlobe, nedolžnosti, lepote, veselja, nedolžnosti, čistost in miru; pooseblja poletje.
Poročen je z Nanno, s katero imata sina Forsetija.
Imel je največjo zgrajeno ladjo (Hringhorni) in živel je v dvorani Breidablik.